# Hydriastele micrantha
Hydriastele micrantha är en enhjärtbladig växtart som först beskrevs av Karl Ewald Maximilian Burret, och fick sitt nu gällande namn av William John Baker och Adrian H.B. Loo. Hydriastele micrantha ingår i släktet Hydriastele och familjen Arecaceae. Inga underarter finns listade i Catalogue of Life.